# Böttigheim

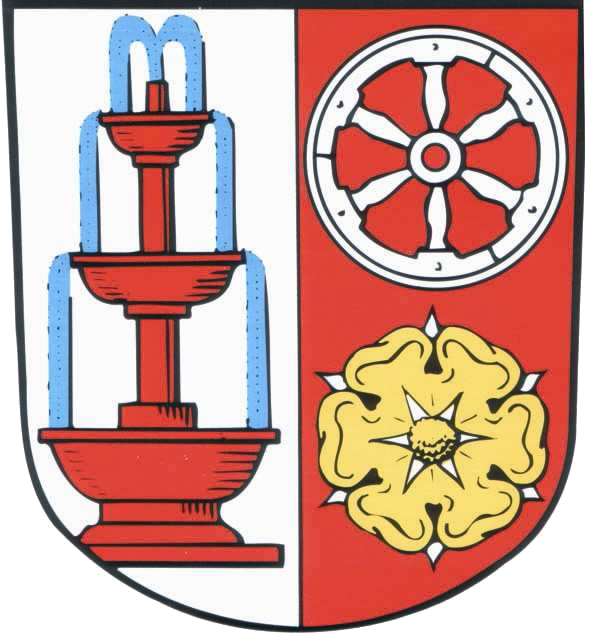
Wappen von Böttigheim

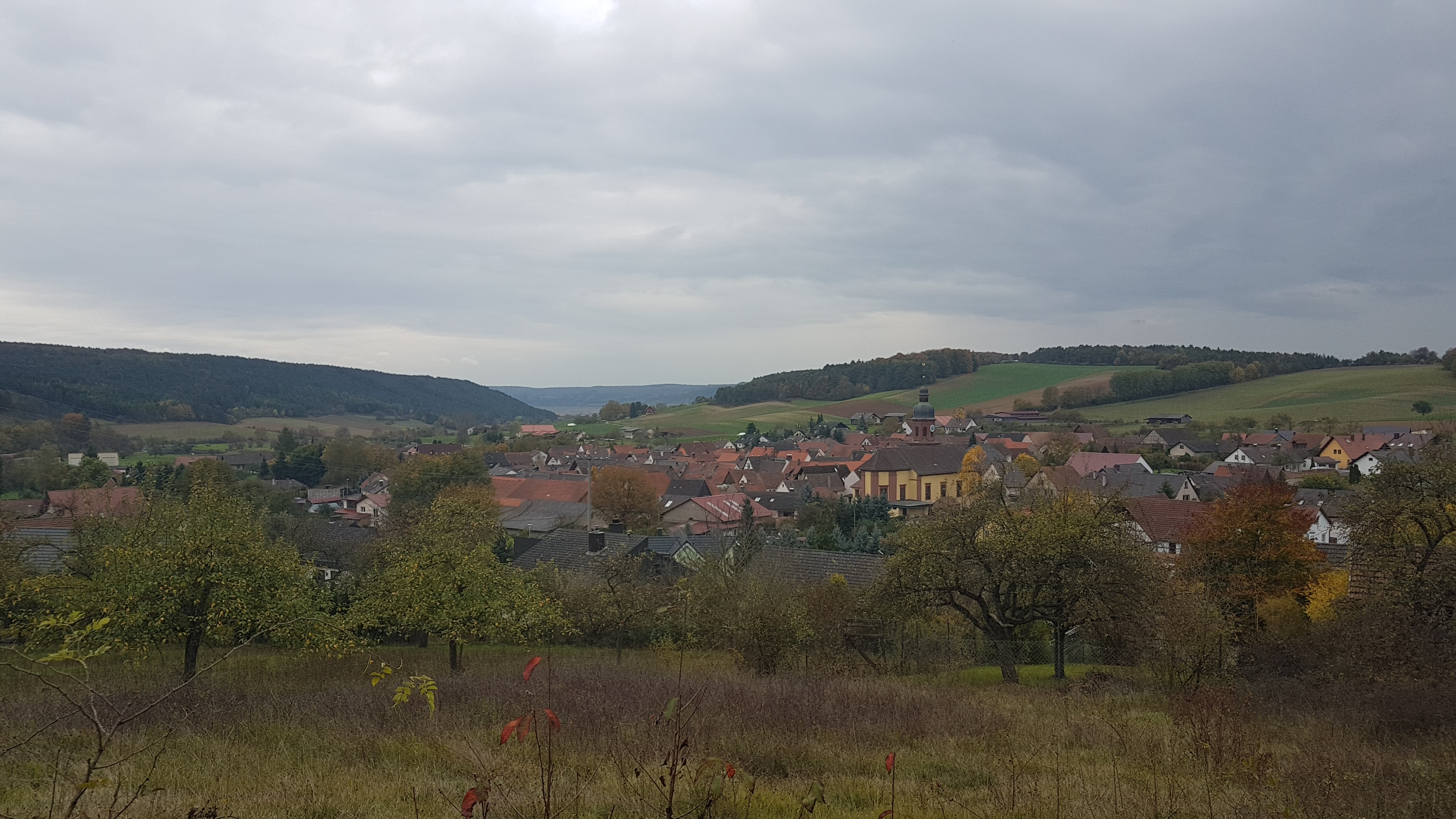
Blick auf Böttigheim (2017)

Böttigheim ist ein Gemeindeteil des Marktes Neubrunn im unterfränkischen Landkreis Würzburg in Bayern und hat etwa 580 Einwohner.
Der Name kommt von Böttcher, dem handwerklichen Beruf des Fassmachers.

## Geschichte
Schon vor 7000 Jahren in der Steinzeit gab es dort Menschen, wie der Fund eines Faustkeils beweist.
Die erste urkundliche Erwähnung des Dorfes stammt aus dem Jahr 1284. Bis zur Gebietsreform in Bayern war Böttigheim eine eigenständige Gemeinde. Am 1. Mai 1978 wurde sie in den Markt Neubrunn eingemeindet.

## Natur und Schutzgebiete
Böttigheim ist über seine Grenzen hinaus für seine einzigartige Tier- und Pflanzenwelt bekannt. So wachsen auf den Trockenrasen im Naturschutzgebiet „Trockenhänge bei Böttigheim“ Diptam (Dictamnus albus) und seltene Orchideen wie die Bienen-Ragwurz (Ophrys apifera) oder die Spinnen-Ragwurz (Ophrys sphegodes).
Neben seltenen Pflanzen gibt es auch seltene Tierarten, wie den Hirschkäfer. Außerdem brütet seit 2002 regelmäßig ein Uhu-Pärchen in einem Steinbruch.

## Kultur und Sehenswürdigkeiten

### Baudenkmäler

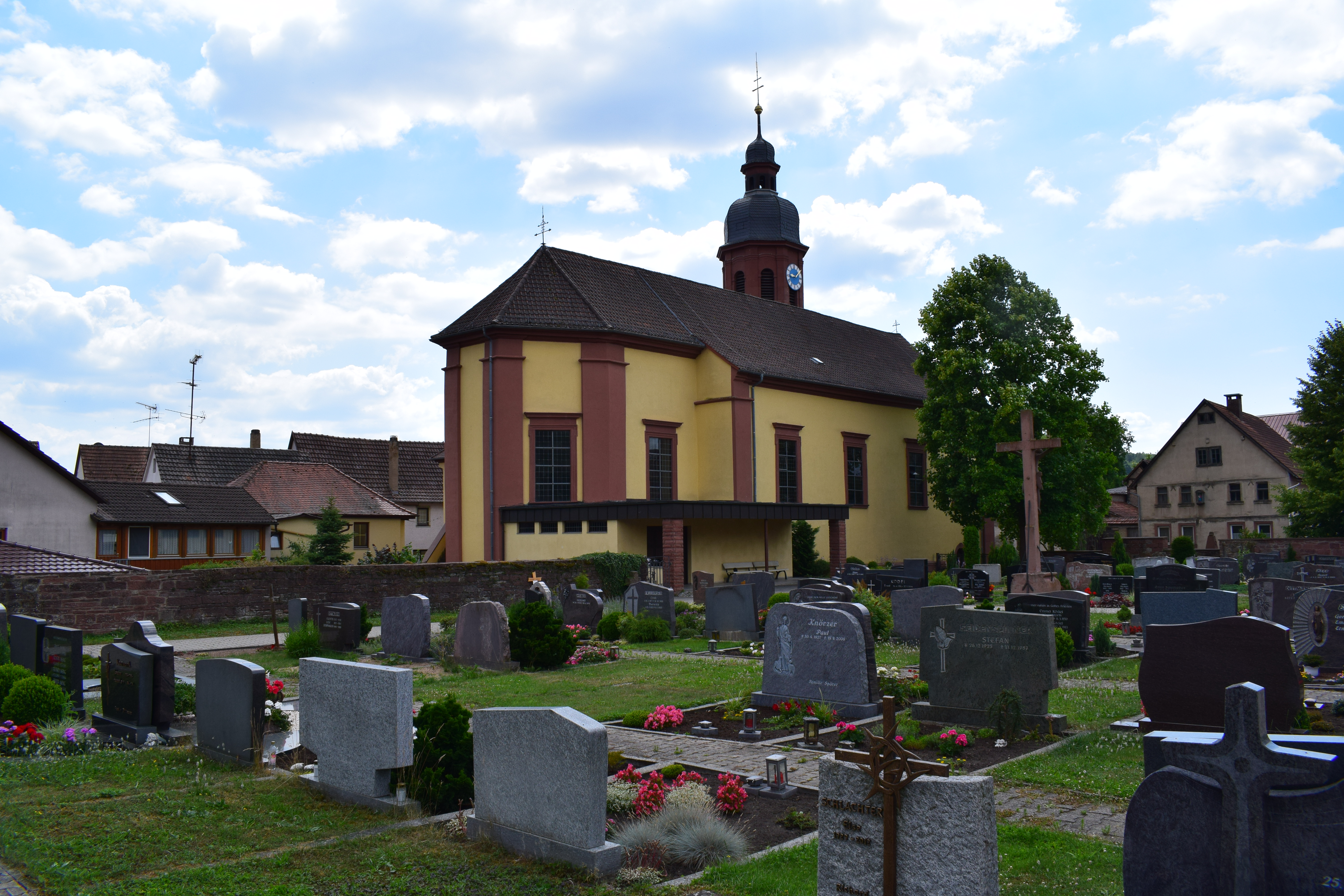
Mariä Himmelfahrt und St. Martin (Böttigheim)

- Die katholische Pfarrkirche Mariä Himmelfahrt und St. Martin liegt mitten im Ort nahe dem ehemaligen Rathaus am Kirchplatz. Die Pfarrkirche verfügt über ein Doppelpatronat.
- Das weiße Kreuz am südlichen Ortsausgang in Richtung Werbach ist ein Kreuz aus Granit. Der Christuskörper besteht aus Kunstharz. Das zerstörte Originalkreuz war nicht reparabel und wurde daher ca. im Jahr 1998 ersetzt.
- Das rote Kreuz am nördlichen Ortsausgang in Richtung Neubrunn ist ein Kreuz aus rotem Sandstein. Sein Christuskörper besteht aus Holz.
- Die Ödwegkapelle wurde westlich vom Ort zwischen vier Linden erbaut.
- Die Vierzehnheiligenkapelle befindet sich am alten Neubrunner Weg.
- Die Fiederlingskapelle befindet sich am Ortsausgang am alten Neubrunner Weg.
- Das Hutzelkreuz im Wald am Wurmberg ist ein Kreuz aus rotem Sandstein. Sein Alter konnte bislang zwar nicht festgestellt werden, es wird jedoch auf 400 bis 500 Jahre geschätzt.

### Rad- und Wanderwege
Böttigheim liegt am etwa 180 Kilometer langen Jakobsweg Main-Taubertal.

## Persönlichkeiten
- Josef Endres (1899–1941), Landrat
- Anton Seidenspinner (1904–unbekannt), Landrat